# Historisches Lexikon Bayerns
Le Historisches Lexikon Bayerns (HLB) est une encyclopédie en ligne en langue allemande spécialisée dans l'histoire de la Bavière.

## Histoire
L'idée d'une encyclopédie en édition numérique sur l'histoire de la Bavière est développée à la fin des années 1990. Les travaux commencent en février 2005. Les 120 premiers articles sur la République de Weimar ont été publiés en mai 2006. Le champ thématique s'élargit pour inclure le Moyen Âge tardif en 2007, l'histoire contemporaine après 1945 en 2008 et le début du Moyen Âge en 2017. En 2019, le HLB passe à environ 1 130 articles. L'objectif est de couvrir de manière exhaustive toutes les époques du passé de la Bavière depuis la préhistoire.
Le HLB est une composante de la Bibliothèque d'État de Bavière en ligne développée depuis 2000. et est développé avec le portail culturel bavarikon de l'État de Bavière. En 2014/15, le HLB subit une refonte technique et visuelle, depuis il est possible de rechercher des époques et des catégories.
Le projet est porté par la Bibliothèque d'État de Bavière, la Commission d'histoire de l'État de Bavière de l'Académie bavaroise des sciences et la Conférence des historiens du Land des universités bavaroises. La rédaction se trouve à la bibliothèque d'État. Le chef de projet du HLB est le chef du département Bavarica de la BSB, Stephan Kellner. Le directeur scientifique est l'historien Ferdinand Kramer (de) de l'Institut d'histoire bavaroise de l'Université Louis-et-Maximilien de Munich. Le soutien technique est fourni par le Centre de numérisation de Munich.
L’assurance de la qualité est entre les mains du conseil scientifique, composé de plus de 40 professeurs des chaires d’histoire régionales des universités bavaroises et de plusieurs Privat-docents. Les plus de 800 auteurs des articles à ce jour sont des chercheurs spécialistes des domaines concernés.
Le financement est essentiellement assuré par le Ministère bavarois des Sciences et des Arts (de).

## Public
Le HLB est destiné à la fois à la communauté scientifique et au grand public s'intéressant à l'histoire.

## Contenus
La forme des articles rejoint celle des dictionnaires spécialisés classiques. Sous une forme synthétique, ils reflètent les dernières recherches sur les sujets traités. En outre figurent de courts résumés, des informations complémentaires sous forme de littérature secondaire, des illustrations, des sources et des liens externes. Le HLB bénéficie de l'offre numérique en constante augmentation de la bibliothèque d'État et d'autres institutions, en renvoyant directement aux sources et titres numérisés.
La classification des contenus est effectuée selon la Gemeinsame Normdatei. Les lecteurs ont la possibilité d'envoyer des commentaires et des suggestions aux auteurs des articles.